# Khorramshahr
Khorramshahr este un oraș din Iran.